# Gone Nutty
Gone Nutty es un cortometraje animado del año 2002 sobre Scrat, la ardilla de Ice Age. El corto fue nominado a los Premios Oscar en el año 2003 a mejor cortometraje de animación. 

## Argumento
Scrat está almacenando sus bellotas en un escondite. Tan sólo le falta una para llenar el almacén, pero ésta se niega a encajar en su lugar. Entonces, Scrat decide saltar repetidamente sobre la bellota, provocando así que todas las demás bellotas que tenía almacenadas caigan por un hoyo en el árbol junto con la ardilla misma.
Mientras cae de una enorme distancia, Scrat comienza a juntar sus bellotas en una enorme bola. Finalmente, las bellotas y Scrat caen al suelo. En ese momento, Scrat comienza a tratar de salir del hielo, pues se ha dado cuenta de que una última bellota, que ha cobrado una velocidad impresionante, cae justo en su dirección.
La bellota choca violentamente contra la tierra y provoca una enorme fractura que separa los continentes, quedando desintegrada para disgusto de Scrat.